# Береза Литвинова
Береза Литвинова (Betula litwinowii) — вид рослин з родини березових (Betulaceae), поширений в Україні, Росії, Закавказзі, Туреччині, Ірані.

## Опис
Дерево 10–15(18) см заввишки. Стовбур зазвичай звивистий. Кора старого стовбура білувата і, як правило, трохи рожевувата; молодші стовбури й гілки жовтуваті або червонувато-коричневі. Молоді пагони, крім запушення, мають також залозисті бородавки. Листки 3–5.5 × 24 см, ± запушені знизу на жилках, особливо біля основи пластинки, майже голі у дорослому стані.
Період цвітіння: квітень — травень.

## Поширення
Поширений на сході України, північному Кавказі Росії, у Закавказзі, у північно-східній і східній Туреччині й північному Ірані.
В Україні вид зростає на крейдяних відслоненнях — у Луганській області на правому березі річки Айдар.